# San Francisco, Silao de la Victoria
San Francisco är en ort i Mexiko.   Den ligger i kommunen Silao de la Victoria och delstaten Guanajuato, i den centrala delen av landet, 300 km nordväst om huvudstaden Mexico City. San Francisco ligger 1 901 meter över havet och antalet invånare är 2 044.
Terrängen runt San Francisco är kuperad åt nordost, men åt sydväst är den platt. Runt San Francisco är det tätbefolkat, med 442 invånare per kvadratkilometer. Närmaste större samhälle är Silao, 15,2 km söder om San Francisco. Trakten runt San Francisco består till största delen av jordbruksmark.